# Международная лига преподавателей эсперанто
Междунаро́дная ли́га преподава́телей эспера́нто (эсп. Internacia Ligo de Esperantistaj Instruistoj) — международная организация преподавателей эсперанто, создана в 1949 году и объединяет преподавателей эсперанто из 45 стран мира. Лига является коллективным членом UEA, имеет местные организации в 30 странах мира (в том числе в России). Российскую организацию ILEI возглавляет Ирина Гончарова (г. Москва).
ILEI издаёт свой ежеквартальный журнал («Internacia Pedagogia Revuo») и проводит ежегодную конференцию. Кроме того, специалисты ILEI участвуют во многих образовательных проектах, связанных с преподаванием эсперанто.